# Chronicle, Vol. 2
Chronicle, Vol. 2, presentado como Chronicle - Volume Two - Twenty Great CCR Classics, es el segundo álbum recopilatorio de la banda estadounidense Creedence Clearwater Revival, publicado en 1986.

## Lista de canciones
1. "Walk on the Water" – 4:26
2. "Susie Q (Part 2)" – 3:48
3. "Born on the Bayou" – 5:18
4. "Good Golly Miss Molly" – 2:38
5. "Tombstone Shadow" – 3:36
6. "Wrote a Song for Everyone" – 4:55
7. "Night Time Is the Right Time" – 3:07
8. "Cotton Fields" – 2:53
9. "It Came Out of the Sky" – 2:58
10. "Don't Look Now (It Ain't You or Me)" – 2:08
11. "The Midnight Special" – 4:10
12. "Before You Accuse Me" – 3:24
13. "My Baby Left Me" – 2:17
14. "Pagan Baby" – 6:25
15. "(Wish I Could) Hideaway" – 3:53
16. "It's Just a Thought" – 3:45
17. "Molina" – 2:41
18. "Born to Move" – 5:39
19. "Lookin' for a Reason" – 3:25
20. "Hello Mary Lou" – 2:11

## Personal
- John Fogerty: guitarra principal y voz
- Tom Fogerty: guitarra rítmica (excepto en "Lookin' for a Reason" y "Helloy Mary Lou")
- Doug Clifford: batería y percusión
- Stu Cook: bajo